# NGC 7252
NGC 7252 é uma galáxia lenticular (SB0) localizada na direcção da constelação de Aquarius. Possui uma declinação de -24° 40' 42" e uma ascensão recta de 22 horas, 20 minutos e 44,8 segundos.
A galáxia NGC 7252 foi descoberta em 26 de Outubro de 1785 por William Herschel. Está a uma distância de cerca de 220 milhões de anos-luz e é o resultado da colisão de duas galáxias.